# エンパイア・バーレスク
『エンパイア・バーレスク』(Empire Burlesque）は、1985年にリリースされたボブ・ディラン23枚目のスタジオ・アルバム。
ビルボード200チャートで最高33位、全英アルバム・チャートで11位を記録した。

## 楽曲
「タイト・コネクション」はシングル・カットされ、プロモーション・ビデオも制作された。依頼したポール・シュレイダーの意向で、1985年4月20日密かに来日し、約一週間をかけてその撮影を東京で行った。六本木、赤坂、新宿でロケが行われ、倍賞美津子、沢田研二、佐野元春、岩崎宏美らが出演したようだが、完成したものには倍賞美津子のみ見ることができる。しかし、ディランもシュレイダーも満足したものにはならなかったようである。米国でのセカンド・シングルとなった「エモーショナリィ・ユアーズ」と「フォーリング・フロム・ザ・スカイ」のカップリングは、そのプロモーション・ビデオも制作をユーリズミックスのデイヴ・ステュアートと撮影をしている。
「クリーン・カット・キッド」は『インフィデル』（1983年）制作時に作られた曲である。ディランの娘が、当時売り出し中であったニューロマンティック系バンドのザ・サイケデリック・ファーズ(The Psychedelic Furs)を気に入っており、それを知ったディランがバンドに贈ったもの。しかし耽美系のバンドには、ベトナム戦争批判を盛り込んだ歌詞を持つスワンプ調の楽曲はいかにもそぐわず、一度も取り上げられることはなかった。
「ダーク・アイズ」は、宿泊していたニューヨーク59番ストリートのプラザ・ホテルで見かけた娼婦をモデルに、ホテルの部屋で「セントラル・パークを見下ろし」ながら書き上げた曲。ミキシングを担当していたアーサー・ベイカーの「最後はアコースティックの曲で締めくくるべきだ」という主張を受けて、アコースティック・ギターの伴奏だけで録音された。

## 収録曲
全曲ボブ・ディラン作詞・作曲

### Side 1
1. タイト・コネクション - Tight Connection to My Heart (Has Anybody Seen My Love) – 5:19
2. シーイング・ザ・リアル・ユー・アット・ラスト - Seeing the Real You at Last – 4:18
3. アイル・リメンバー・ユー - I'll Remember You – 4:12
4. クリーン・カット・キッド - Clean Cut Kid – 4:14
5. ネバー・ゴナ・ビー・ザ・セイム・アゲイン - Never Gonna Be the Same Again – 3:06

### Side 2
1. トラスト・ユアセルフ - Trust Yourself – 3:26
2. エモーショナリィ・ユアーズ - Emotionally Yours – 4:36
3. フォーリング・フロム・ザ・スカイ - When the Night Comes Falling from the Sky – 7:18
4. サムシングス・バーニング、ベイビー - Something's Burning, Baby – 4:51
5. ダーク・アイズ - Dark Eyes – 5:04

## パーソネル
- Josh Abbey – エンジニア
- Peggie Blu – バック・ボーカル
- Debra Byrd – バック・ボーカル
- マイク・キャンベル – ギター、ボーカル
- Chops – ホーン
- Alan Clark – シンセサイザー、キーボード
- Carolyn Dennis – バック・ボーカル
- スライ・ダンバー（スライ&ロビー） – パーカッション、ドラムス
- ボブ・ディラン – ギター、ハーモニカ、キーボード、プロデューサー、ボーカル
- アーサー・ベイカー – ミキシング
- Howie Epstein – ベース、ボーカル
- アントン・フィグ – ドラムス
- Bob Glaub – ベース
- Don Heffington – ドラムス
- Ira Ingber – ギター
- Bashiri Johnson – パーカッション
- ジム・ケルトナー – ドラムス、ボーカル
- Stuart Kimball – ギター、エレキ・ギター
- アル・クーパー – ギター、リズム・ギター、ホーン、キーボード
- Queen Esther Marrow – バック・ボーカル
- Sid McGinnis – ギター
- Vince Melamed – シンセサイザー
- John Paris – ベース
- Ted Perlman – ギター
- Madelyn Quebec – ボーカル
- Richard Scher – シンセサイザー
- ロビー・シェイクスピア（スライ&ロビー） – ベース
- ミック・テイラー – ギター
- ベルモント・テンチ（Benmont Tench） – ピアノ、キーボード
- Urban Blight Horns – ホーン
- David Watson – サキソフォン
- ロン・ウッド – ギター

## リリース
日本
| 日付          | レーベル  | フォーマット | カタログ番号 | 付記 |
| ------------- | --------- | ------------ | ------------ | ---- |
| 1985年        | CBSソニー | LP           | 28AP 3050    |      |
|               | CBSソニー | CD           | 32DP 244     |      |
| 1993年9月22日 | ソニー    | CD           | SRCS 6340    |      |